# Крістофер Маквей
Крістофер Маквей (швед. Christopher McVey, нар. 12 квітня 1997, Спарсер, Швеція) — шведський футболіст, фланговий захисник клубу «Ельфсборг».

## Ігрова кар'єра
Крістофер Маквей народився у містечку Спарсер. Там він почав займатися футболом у місцевому клубі аматорського рівня. У 2009 році Крістофер приєднався до футбольної школи клубу «Ельфсборг». У жовтні 2017 року Маквей зіграв свій перший матч у основному складі. А з січня 2018 він став повноцінним гравцем основи і підписав з клубом перший дворічний контракт.
У березні 2019 року для набуття ігрової практики Маквей відправився в оренду у клуб Супереттан «Далькурд». Орендний договір діяв до липня того року але його було продовжено до кінця сезону.
У грудні 2019 року Маквей підписав з «Ельфсборгом» новий контракт, дія якого розрахована до кінця сезону 2022 року.